# Phragmanthera batangae
Phragmanthera batangae är en tvåhjärtbladig växtart som först beskrevs av Engler, och fick sitt nu gällande namn av S. Balle. Phragmanthera batangae ingår i släktet Phragmanthera och familjen Loranthaceae. Inga underarter finns listade i Catalogue of Life.